# Carlos Rubiera Rodríguez
Carlos Rubiera Rodríguez (Gijón, 19 de abril de 1904 - Madrid, 28 de abril de 1942) fue un abogado y político socialista español, fusilado por el régimen franquista tras el fin de la guerra civil española. Fue diputado por la provincia de Madrid y gobernador civil de dicha provincia.

## Biografía
Carlos Rubiera pertenecía al ala izquierda, caballerista, del PSOE, opuesta al sector centrista liderado por Indalecio Prieto, de la que fue uno de sus más afamados oradores. Formaba parte de la Agrupación Socialista Madrileña, de la que llegó a ser secretario durante la Guerra Civil, y fue elegido diputado por la circunscripción de la provincia de Madrid dentro de la candidatura del Frente Popular en las elecciones de febrero de 1936.
Tras el inicio de la Guerra Civil, Rubiera formó parte de la primera Junta de Defensa de Madrid, creada por Largo Caballero a finales del mes de septiembre de 1936. Fue también gobernador civil de Madrid entre el 7 de octubre y el 31 de diciembre de dicho año, y a continuación subsecretario de la Gobernación con el caballerista Ángel Galarza (sucediendo a Wenceslao Carrillo), hasta la caída del gobierno de Largo Caballero y la llegada al cargo de Negrín, con Julián Zugazagoitia, ambos del ala centrista del PSOE.
El resto de la guerra siguió ocupando cargos en el partido, oponiéndose tanto a la progresiva toma del poder por parte de la facción centrista como a la creciente influencia comunista en la zona republicana del país. En febrero de 1938 colaboró en la creación de las nuevas secciones juveniles exclusivamente socialistas, siendo elegido secretario provincial en Madrid de las Juventudes Socialistas de la FETT, la cual seguía defendiendo la causa caballerista. Como el resto de dirigentes de la Agrupación Socialista Madrileña, participó en la sublevación de Casado contra Juan Negrín. Fue elegido miembro de la Comisión Ejecutiva Nacional del PSOE, bajo la presidencia de José Gómez Osorio, pocos días antes del final de la Guerra (20 y 21 de marzo). Dicha ejecutiva tenía la pretensión de convertirse en la dirección del partido en el exilio, pero la subsiguiente represión franquista acabó con casi la mitad de ella.
Rubiera huyó a Valencia en compañía de su familia y del alcalde socialista de Vallecas, Amós Acero, con el objetivo de embarcarse. Ante la imposibilidad de hacerlo, continuaron hacia Alicante, donde fue apresado, junto con los miles de personas que habían llegado a la ciudad, por las tropas italianas que tomaron la ciudad. Rubiera formó parte de la delegación que negoció con el cónsul francés en Alicante y los mandos italianos la entrega de la ciudad. Con la llegada de las autoridades franquistas a la ciudad, fue internado en los campos de concentración de Los Almendros, el castillo de Santa Bárbara y Albatera, y posteriormente trasladado de vuelta a Madrid, a la cárcel de Porlier. También pasó por las cárceles de Yeserías y Santa Rita (Carabanchel). Todavía en el verano de 1939 creía en los postulados casadistas, asegurando a otros reclusos que era inminente un gobierno de coalición con sectores monárquicos que depondría a Franco, y en el que sería ministro del Interior.
Condenado a muerte en consejo de guerra sumarísimo, fue fusilado en el Cementerio del Este, junto con otras siete personas, el 28 de abril de 1942.